# 年越しパチンコオールナイト営業
年越しパチンコオールナイト営業（としこしパチンコオールナイトえいぎょう）では、三重県で1985年の条例改正により行われるようになった、県内の大晦日のパチンコホール営業について記す。
呼称は多数あり、年越しオールナイト営業、オールナイト営業などが存在するが、本項ではオールナイト営業と記す。

## 背景
三重県では2000年に初めてパチンコスロット（パチスロ）設置の許可が下り、そこから設置台数が増えていったが、本来パチンコホールは『風俗営業等の規制及び業務の適正化等に関する法律』に基づき、午前0時から6時までの営業を禁じられているところ、三重県では風営適正化法施行条例により、以下のように制限を緩和している。この制限により、三重県では12月31日の午前9時から翌年1月2日の午前1時までの連続営業が可能となっている。
| 日付   | 制限                                                            |
| ------ | --------------------------------------------------------------- |
| 元旦   | 午前6時まで。本来禁止されている午前6時から9時までの営業が可能。 |
| 1月2日 | 午前1時まで                                                     |

伊勢神宮の参拝客にトイレを利用させるという目的が平成23年第3回定例会では指摘されている。しかし、2020年12月30日の『中日新聞』では県警の担当者が規制緩和に合わせたものとの見解を示している。パチンコ・パチスロ業者の集まりである三重県遊技業協同組合でも、正確な経緯は把握していない。『朝日新聞』ではパチンコ関係者の間ではトイレを参拝客に貸すためという説が有力だとして、伊勢市駅から外宮まで行列があったことや、大晦日にトイレを借りる参拝客と閉店後に道端で排泄する人物もいたことから、三重県と店舗の営業時間について相談したとのインタビューを掲載している。このことについてライターの大森町男は伊勢神宮の初詣参拝者数は上位20以内に入っていないことと、2021年には旅打ちという概念が消失したことに言及し、地域のイベントとして開催されることに意味があると述べている。
この風習に対して、三重県議会では平成23年第3回定例会にて教育警察常任委員会から自粛の要請が提出され、平成25年定例会11月定例月会議では同委員会より禁止の要請が提出された。